# Dyspanopeus sayi
Dyspanopeus sayi är en kräftdjursart som först beskrevs av Sidney Irving Smith 1869.  Dyspanopeus sayi ingår i släktet Dyspanopeus och familjen Panopeidae. Inga underarter finns listade i Catalogue of Life.

## Bildgalleri

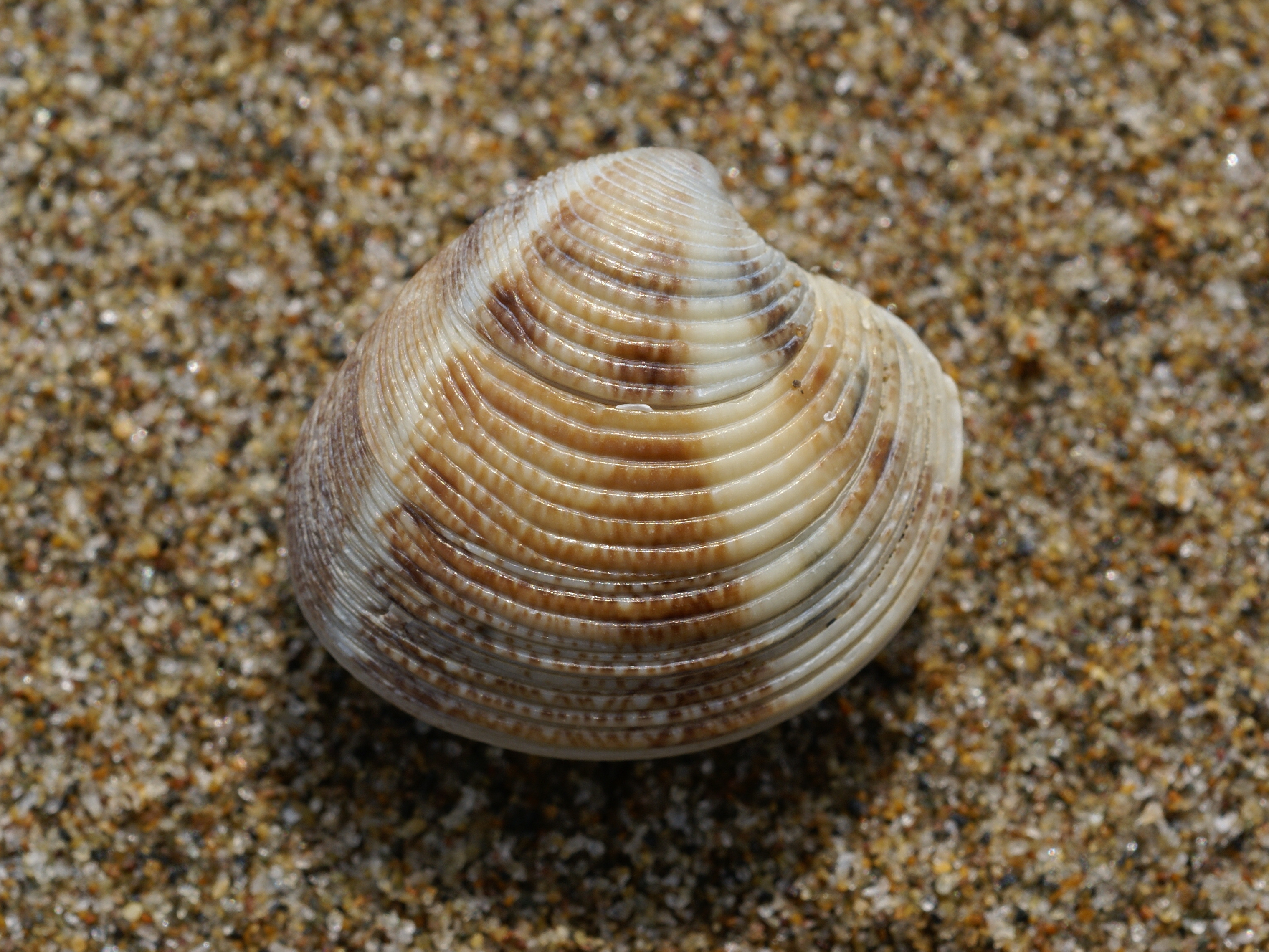